# Bearskin Airlines
Bearskin Lake Air Services Ltd (Bearskin Airlines) ist eine Regional-Fluggesellschaft mit Sitz in Sioux Lookout, Kanada. Sie betreibt Linienflüge im Norden Ontarios und in Manitoba. Die Hauptbasen sind Sioux Lookout und Thunder Bay mit einem Drehkreuz Greater Sudbury.

## Geschichte

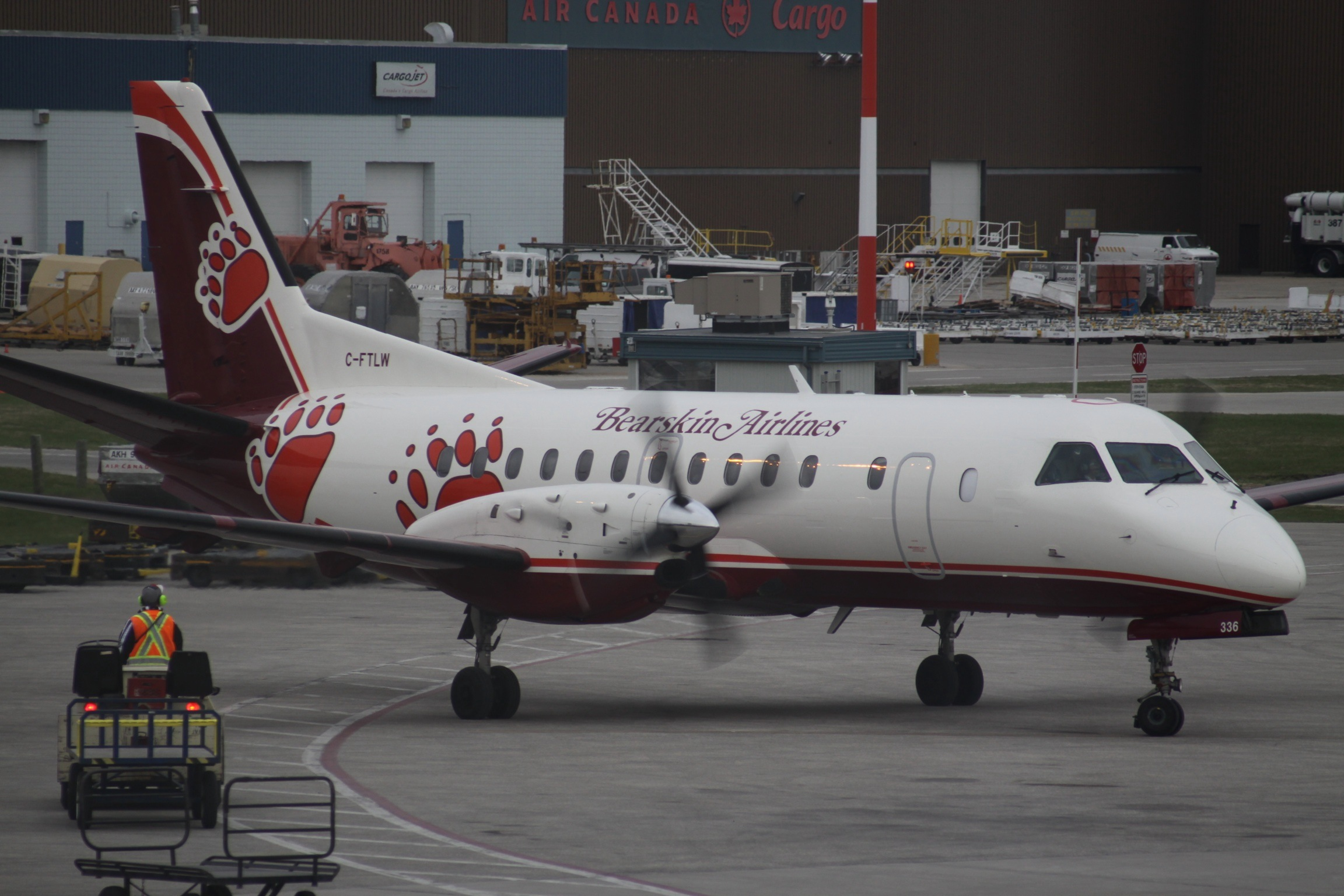
Saab 340 der Bearskin Airlines, Mai 2010

Bearskin Airlines wurde am 17. Juli 1963 von John Heglund gegründet. Benannt wurde die Gesellschaft nach Bearskin Lake, einer Gemeinde der Ureinwohner, 430 km nordöstlich von Sioux Lookout.
Im Jahr 1965 übernahmen Henri Boulanger und Bert Cone die Gesellschaft und betrieben sie weiter als Luft-Taxiunternehmen mit Wasserflugzeugen. Im Jahr 1972 übernahm Harvey Friesen, ein Pilot der Gesellschaft den 50-Prozent-Anteil von Boulanger.
Im Jahr 1977 wurde die erste Fluglinie mit der Verbindung zwischen Big Trout Lake und Sioux Lookout aufgenommen. Im Jahr 1978 wurde die Basis in Sioux Lookout eingerichtet und eine zweite Route zwischen Sioux Lookout und Thunder Bay aufgenommen. Der 1978 in die Firma eingetretene Bruder von Harvey Friesen, Cliff Friesen gründete die zweite Basis in Thunder Bay.
In den späten 1970ern und Anfang der 1990er Jahre forcierte die Provinzregierung von Ontario den Bau von Flugplätzen in Orten der Ureinwohner. Bearskin profitierte von dieser Entwicklung und erweiterte sein Liniennetz mit Hilfe von Zubringerflugzeugen.
Bearskin baute sein Streckennetz im Norden Ontarios weiter aus und bot Zubringerflüge für Air Canada in Thunderbay und Winnipeg an. Mit neu erworbenen Fairchild Metroliners wurde das Liniennetz bis 1999 auf Nordost-Ontario und Nord-Manitoba ausgebaut. 2003 hatte Bearskin sein Streckennetz auf vierzig Ziele ausgebaut.
Im Frühjahr 2003 verkaufte Bearskin seine nördlichen Linien zu 21 Orten der Ureinwohner an Wasaya Airways. Wasaya ist im Besitz von Ureinwohner-Gemeinden im Norden von Ontario.
Im Jahr 2007 wurden die Liniendienste nach Ottawa und Waterloo, mit Kitchener, Waterloo, Cambridge und Guelph erweitert.
Im Dezember 2018 fusionierte Bearskin Airlines mit Perimeter Aviation, welche die übernehmende Gesellschaft ist. Bearskin ist rechtlich kein eigenständiges Unternehmen mehr, aber die Marke wird fortgeführt.

## Flugziele

### Ontario
Dryden, Fort Frances, Kenora, North Bay, Red Lake, Sault Ste. Marie, Sioux Lookout, Sudbury, Thunder Bay.

### Manitoba
Winnipeg

## Flotte
Mit Stand März 2023 besteht die Flotte der Bearskin Airlines aus 19 Flugzeugen:
- 19 Fairchild Swearingen Metro

## Zwischenfälle

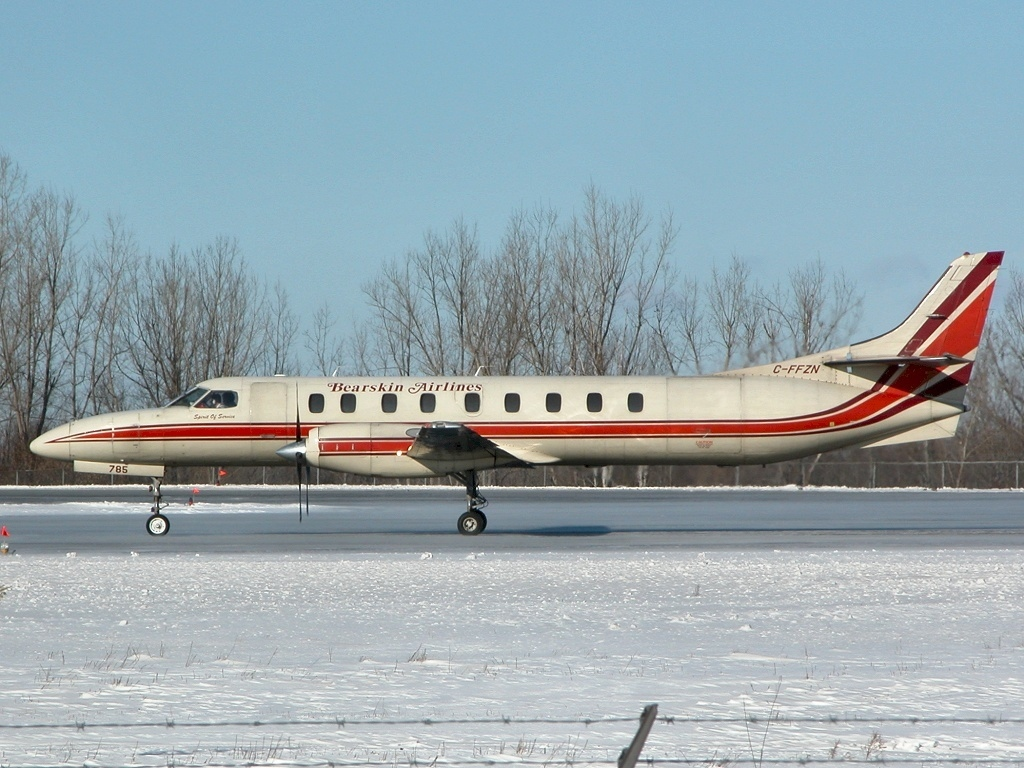
Die im November 2013 verunglückte Fairchild Swearingen Metro 23 C-FFZN

- Am 1. Mai 1995 kollidierte eine Fairchild Swearingen Metro 23 der Bearskin Airlines (Luftfahrzeugkennzeichen C-GYYB) auf dem Flug von Red Lake (Ontario) nach Sioux Lookout im Landeanflug mit einer Piper PA-31-350 Navajo Chieftain (C-GYPZ) der Air Sandy, die gerade in Gegenrichtung gestartet war. Alle drei Insassen der Metro und die fünf der Navajo wurden getötet (siehe auch Flugzeugkollision bei Sioux Lookout).[4]

- Am 10. November 2013 verunglückte eine Fairchild Swearingen Metro III der Bearskin Airlines (C-FFZN) auf dem Flug von Sioux Lookout nach Red Lake (Ontario) beim Landeanflug. Ein Triebwerksausfall gekoppelt mit einer Fehlfunktion der Propellerverstellung führte zum Kontrollverlust in niedriger Höhe. Das Unglück forderte fünf Tote; zwei Passagiere überlebten.[5][6]